# Angelina Valentine
Angelina Valentine (Lexington, 19 settembre 1986) è un'attrice pornografica statunitense.

## Carriera
Angelina Valentine, con origini italiane e venezuelane, è entrata nell'industria pornografica nel 2007. Ha vinto un XRCO Award per la categoria "Deep Throat" nel 2009. È stata la prima donna cisgender a lavorare con la pornostar transessuale Kimber James.
Ha numerosi tatuaggi: la scritta "Dios Te Bendiga Bendicion" sopra il pube, una spirale sul gomito sinistro, una manica sull'avambraccio sinistro (con fiori rossi su sfondo turchese e un drago), una geisha in topless sulla parte superiore del braccio sinistro, una farfalla con sopra un tribale vicino la parte bassa della schiena, un rosario con i numeri 9-8-03 sulla mano sinistra, una scritta in arabo dietro le scapole, una donna nuda sul fianco sinistro ed altri.

## Riconoscimenti
- XRCO Award
  - 2009 – Deep Throat Award[5]
- Tranny Awards
  - 2011 – Best Non - TS Performer[9]
- Nomination
  - 2009 AVN Award nominee – Best Threeway Sex Scene – Filth Cums First 3
  - 2009 AVN Award nominee – Best New Starlet
  - 2009 AVN Award nominee – Best Group Sex Scene – Oil Overload
  - 2010 AVN Award nominee – Best New Web Starlet
  - 2010 AVN Award nominee – Unsung Starlet of the Year

## Filmografia
- Young Girls With Big Tits 7 (2006)
- Barely 18 36 (2007)
- Big Boobs the Hard Way 6 (2007)
- Bitch Banging Bitch 2 (2007)
- DeMentia 5 (2007)
- Fresh Pussy 6 (2007)
- Naughty Athletics 1 (2007)
- Neighbor Affair 7 (2007)
- New To The Game 2 (2007)
- Outkast (2007)
- Squirts Illustrated 2 (2007)
- Violation of Trina Michaels (2007)
- Who's Your Daddy 11 (2007)
- Young Tight Latinas 13 (2007)
- 2 Chicks Same Time 1 (2008)
- 3 Blowin Me 2 (2008)
- All About Ashlynn 2: Girls Only (2008)
- Bad Girls (2008)
- Big Tits at School 3 (2008)
- Big Wet Tits 7 (2008)
- Busty Housewives 1 (2008)
- Crazy Big Tits 4 (2008)
- Cum Buckets 8 (2008)
- Fuck Fiends 2 (2008)
- Fuck Slaves 4 (2008)
- Fucked on Sight 5 (2008)
- Full Streams Ahead 1 (2008)
- Glory Holes and Bad Girls (2008)
- Hot Chicks Perfect Tits 1 (2008)
- Huge (2008)
- Identity (2008)
- Jerk Me And Swallow It All (2008)
- Latin Adultery 6 (2008)
- Layover (2008)
- Lipstick Jungle (2008)
- Liquid Gold 16 (2008)
- Mamacitas 11 (2008)
- Massive Boobs (2008)
- Muy Caliente 5 (2008)
- Naughty America: 4 Her 4 (2008)
- Naughty Athletics 3 (2008)
- Oil Overload 1 (2008)
- Only Handjobs 6 (2008)
- Peter North's POV 21 (2008)
- Phat Ass Tits 5 (2008)
- Porn Star Brides 1 (2008)
- POV Jugg Fuckers 1 (2008)
- Pretty As They Cum 1 (2008)
- Raw Pussy 3 (2008)
- Real Female Orgasms 9 (2008)
- Slutty and Sluttier 6 (2008)
- Squirt Inspector (2008)
- Squirt on My Big White Cock 5 (2008)
- Squirting Cowgirls 2 (2008)
- Suck It Dry 5 (2008)
- Taco Shop 3 (2008)
- Teen Cuisine Too (2008)
- Unfaithfully Yours (2008)
- 2 Chicks Same Time 5 (2009)
- Ashlynn and Friends 7 (2009)
- Banging Bitches (2009)
- Big Breasted Nurses 2 (2009)
- Big Dick Gloryholes 3 (2009)
- Big Tits at Work 6 (2009)
- Big Titty Nurses (2009)
- Big Wet Tits 8 (2009)
- Blowjob Winner 2 (2009)
- Bumper Grrrls (2009)
- Busty Solos 3 (2009)
- Doctor Adventures.com 4 (2009)
- Forever Is The Night (2009)
- Fuck My Tits 5 (2009)
- Funny Bone (2009)
- Girl Meets Boy (2009)
- Great Big Tits 7 (2009)
- Head Master 3 (2009)
- Housewife 1 on 1 13 (2009)
- In the Army Now (2009)
- Jack's Teen America 23 (2009)
- King Dong 3 (2009)
- Latinistas 5 (2009)
- Masters of Reality Porn 2 (2009)
- Monster Cock POV 2 (2009)
- My Sexy Life 1 (2009)
- Never Say Never (2009)
- Nutbusters (2009)
- Porn Fidelity 18 (2009)
- Porn Fidelity 20 (2009)
- Pornstars Like It Big 5 (2009)
- Pornstars Like It Big 7 (2009)
- POV Handjobs 3 (2009)
- Rollin' with Goldie 3 (2009)
- Shot Glasses 2 (2009)
- Sloppy Head 2 (2009)
- Sticky Sweet 2 (2009)
- Stoya: Workaholic (2009)
- Swing Time (2009)
- Teachers (2009)
- Throated 17 (2009)
- Tits A Holics (2009)
- Who's That Girl 9 (2009)
- World of Sexual Variations 3 (2009)
- Baby's Got Rack (2010)
- Bad Girls 4 (2010)
- Big Tit Obsession (2010)
- Big Tit Perverts (2010)
- Big Tits at School 9 (2010)
- Big Tits at Work 11 (2010)
- Big Tits Boss 10 (2010)
- Big Tits in Sports 4 (2010)
- Big Tits Like Big Dicks 4 (2010)
- Big Titty Squirters (2010)
- Bitches Who... Force Hubby Bi 7 (2010)
- Brazzers Presents: The Parodies 1 (2010)
- Busty Beauties: The A List 2 (2010)
- DD Doctors (2010)
- Deep Throat This 43 (2010)
- Every Last Drop 16 (2010)
- Femdom Ass Worship 3 (2010)
- Forced Bi Extravaganza (2010)
- Fuck a Fan 8 (2010)
- Handjob Winner 4 (2010)
- Honey, I Forced You Bi 3 (2010)
- I Love Gina 2 (2010)
- Latin Adultery 12 (2010)
- Live Gonzo 1 (2010)
- Looks Like Fun (2010)
- Monster Cock Junkies 7 (2010)
- POV Handjobs 4 (2010)
- Pussy Eating Club 2 (2010)
- Sandra Buttocks And Jesse Janes Scandal (2010)
- Squirt-O-Holics 1 (2010)
- Swallow This 15 (2010)
- This Ain't Bad Girls Club XXX (2010)
- This Ain't Charmed XXX (2010)
- This Ain't Curb Your Enthusiasm XXX (2010)
- Throated 27 (2010)
- Tits 'N Tats 1 (2010)
- Violation of Amy Brook (2010)
- American Dad XXX: An Exquisite Films Parody (2011)
- American Daydreams 9 (2011)
- Anastasia Pierce Is All Tied Up (2011)
- Boom Boom Flick 4 (2011)
- Buttsex Nymphos 1 (2011)
- Clean A Dirty Whore (2011)
- Couples Seduce Teens 20 (2011)
- Day With A Pornstar 1 (2011)
- Fan Bang (2011)
- Hot And Mean 2 (2011)
- It Ain't Gonna Suck Itself! (2011)
- It's the Highway or It's the Bi-Way (2011)
- Latin Adultery 15 (2011)
- Lex the Impaler 7 (2011)
- Nacho Invades America 1 (2011)
- North Pole 82 (2011)
- Oiled Up 1 (2011)
- Oral Overload 2 (2011)
- Pegging: A Strap on Love Story 3 (2011)
- Pole Position 11 (2011)
- Porn Fidelity 25 (2011)
- Pretty in Pink (2011)
- Pure Filth (2011)
- Raw Sex (2011)
- Sex Angels (2011)
- SexAholics (2011)
- Sleazy Riders (2011)
- Solo Sweethearts 2 (2011)
- Squirtamania 17 (2011)
- Starstruck 1 (2011)
- Swallow My Pride 10 (2011)
- This Isn't Fantasy Island (2011)
- Titterific 14 (2011)
- Titty Attack 3 (2011)
- Toys in Her Box (2011)
- Transsexual Superstars: Sarina Valentina (2011)
- Transsexual Superstars: Vaniity (2011)
- Wasted (2011)
- Wheel of Debauchery 4 (2011)
- Wife Switch 13 (2011)
- Women at Work 1 (2011)
- Adult Guidance 2 (2012)
- Amazing Asses 4 (2012)
- American Cocksucking Sluts 2 (2012)
- Anal Size My Wife 3 (2012)
- Anal Threesomes (2012)
- Angelina Valentine Squirts (2012)
- As Nasty as She Wants to Be 3 (2012)
- Bang Bus 39 (2012)
- Big Butts Like It Big 9 (2012)
- Big Tits at School 15 (2012)
- Big Wet Butts 8 (2012)
- Brooklyn Egg Cream On The Roxxx (2012)
- Can He Score 12 (2012)
- Cock Sucking Challenge 13 (2012)
- Cock Sucking Challenge 16 (2012)
- Cock Sucking Challenge 17 (2012)
- Crack Fuckers (2012)
- Deep Inside Angelina Valentine (2012)
- Doctor Adventures.com 13 (2012)
- Double Teaming a Cheap Whore (2012)
- Girls Licking Girls (2012)
- Hollywood Heartbreakers 2 (2012)
- Horny Joe's Gym 3 (2012)
- I Am Brooke Banner (2012)
- Ladies Night (2012)
- Latin Adultery 19 (2012)
- Latin Honeycums 2 (2012)
- Mandingo Massacre 4 (2012)
- Mommy's In The Hood 2 (2012)
- Picture Perfect (II) (2012)
- Rich Bitch Black Dick (2012)
- Squirt City Sluts (2012)
- Squirtamania 27 (2012)
- Superstar Gang Bangs (2012)
- Sweet Bone Alabama (2012)
- This Isn't The Girl with the Dragon Tattoo (2012)
- Titty Creampies 2 (2012)
- Wheel of Debauchery 10 (2012)
- Wheel of Debauchery 12 (2012)
- Wild Side (2012)
- Young Latinas Gone Black (2012)
- A-List Pussy (2013)
- Big Tits At Work 19 (2013)
- Big Tits In Uniform 11 (2013)
- Blowjob Winner 15 (2013)
- Cock Sucking Challenge 22 (2013)
- Everybody Loves Big Boobies 8 (2013)
- Fluffers 15 (2013)
- Fuck a Fan 19 (2013)
- Genital Hospital (2013)
- Inked Angels 1 (2013)
- Lex's Breast Fest (2013)
- My Girlfriend's Busty Friend 6 (2013)
- Pornstar Double Team Supreme (2013)
- Pornstar Double Team Supreme 2 (2013)
- Pornstars Love Trannies (2013)
- Pornstars Love Trannies 2 (2013)
- Pornstars Love Trannies 3 (2013)
- Puffy Pussy (2013)
- Real Wife Stories 15 (2013)
- Sexually Broken 27 (2013)
- She Can't Handle The Sex Machine (2013)
- She's Gonna Squirt (2013)
- Snort That Cum 10 (2013)
- Squirt (2013)
- Squirt Machines 2 (2013)
- Titterific 28 (2013)
- Tonight's Girlfriend 19 (2013)
- Trans At Play (2013)
- Trashy (2013)
- Young Booty (2013)
- Big Tit Pickups 2 (2014)
- Bi-sexual Harassment 3 (2014)
- Doctor Adventures.com 17 (2014)
- Genital Hospital 2 (2014)
- Lesbian Sex Parties (2014)
- Squirtaholics (2014)